# 259.
◄ | 2. stoljeće | 3. stoljeće | 4. stoljeće | ►
◄ | 220-ih | 230-ih | 240-ih | 250-ih | 260-ih | 270-ih | 280-ih | ►
◄◄ | ◄ | 256. | 257. | 258. | 259. | 260. | 261. | 262. | ► | ►►
Astronomija • Književnost • Kršćanstvo

## Događaji
- bitka kod Edese

## Vanjske poveznice
|  | Zajednički poslužitelj ima još gradiva o temi 259. |